# Talnakhita
La talnakhita és un mineral de la classe dels minerals sulfurs, i dins d'aquesta pertany a l'anomenat “grup de la talnakhita”. Va ser descoberta l'any 1968 a Talnakh, al krai de Krasnoyarsk (Rússia), sent nomenada així per aquesta localitat.
Un sinònim és la seva clau: IMA1967-014.

## Característiques químiques
És un sulfur de ferro i coure. El grup de la talnakhita són tots minerals sulfurs de coure i ferro.
A més dels elements de la seva fórmula, sol portar com a impuresa níquel.

## Formació i jaciments
Es va trobar en un jaciment de minerals del coure i níquel, en vetes hidrotermals. També s'ha trobat en un complex de roques ultramàfiques i com a component dels huems submarins.
Sol trobar-se associat a altres minerals com: calcopirita, cubanita, djerfisherita, pentlandita, valleriïta, mackinawita, magnetita o aliatges de metalls nobles.